# Baldwin Bazuaye
Baldwin Bazuaye (ur. 9 września 1968) – nigeryjski piłkarz grający na pozycji napastnika. W swojej karierze rozegrał 7 meczów w reprezentacji Nigerii.

## Kariera klubowa
W swojej karierze piłkarskiej Bazuaye grał w klubach Bendel Insurance FC, Ethnikosie Pireus, Concord FC i Shooting Stars FC.

## Kariera reprezentacyjna
W reprezentacji Nigerii Ipaye zadebiutował 30 lipca 1989 roku w zremisowanym 1:1 meczu kwalifikacji do Pucharu Narodów Afryki 1990 z Zimbabwe, rozegranym w Harare. W 1990 roku został powołany do kadry na Puchar Narodów Afryki 1990. Wystąpił na nim w jednym meczu, półfinałowym z Zambią (2:0). Z Nigerią wywalczył wicemistrzostwo Afryki. Od 1989 do 1995 rozegrał w kadrze narodowej 3 mecze.